# DEEP (石井竜也のアルバム)
『DEEP』（ディープ）は、1999年1月21日に発売された石井竜也2枚目のスタジオ・アルバム。

## 解説
1999年に行われたコンサートツアー『TRANS』の先行として発売されたアルバム。石井名義として初のオリコンチャートトップ10入り。
前作『H』は「ひとりになった石井竜也をまず、みんなに見てもらいたい」という意図で敢えて素をさらしたものだったが、今作は「究極のエンターテインメント」である『ノスタルジック・ディスコサウンド』がテーマ。ソロライブのダンス系定番曲が多く収録されている。

## 収録曲
| #         | タイトル                               | 作詞             | 作曲             | 編曲              | 時間  |
| --------- | -------------------------------------- | ---------------- | ---------------- | ----------------- | ----- |
| 1.        | 「ONE LOVE」                           | 石井竜也         | 石井竜也         | 伊藤隆博          | 4:43  |
| 2.        | 「興奮! BEAUTIFUL」                    | 石井竜也         | 石井竜也         | 伊藤隆博          | 4:22  |
| 3.        | 「HI TENSION LOVE」                    | 石井竜也         | 石井竜也         | 伊藤隆博          | 4:35  |
| 4.        | 「SUMMER END」                         | 石井竜也         | 石井竜也         | 伊藤隆博          | 4:28  |
| 5.        | 「砂漠へ行こう」                       | 石井竜也         | 石井竜也         | 伊藤隆博          | 4:37  |
| 6.        | 「DEEP IN DISCO KING」(福富幸宏 REMIX) | 石井竜也         | 石井竜也         | 伊藤隆博 福富幸宏 | 6:15  |
| 7.        | 「夢 DE 愛魔性」                       | 石井竜也         | 石井竜也         | 伊藤隆博          | 5:00  |
| 8.        | 「インド映画のように…」                | 石井竜也         | 石井竜也         | 伊藤隆博          | 4:06  |
| 9.        | 「AGAIN」                              | 石井竜也         | 石井竜也         | 伊藤隆博          | 5:00  |
| 10.       | 「BOOGIE DEEP IN LOVE」                | 石井竜也         | 石井竜也         | 伊藤隆博          | 5:52  |
| 11.       | 「QUE SERA, SERA」                     | Ray Evans        | Jay Livingston   | 伊藤隆博          | 3:27  |
| 12.       | 「女嫌い」                             | 石井ビューティー | 石井ビューティー | 石井ビューティー  | 2:01  |
| 合計時間: | 合計時間:                              | 合計時間:        | 合計時間:        | 合計時間:         | 54:26 |

1. ONE MORE
2. 興奮! BEAUTIFUL
本人出演の日本コカコーラ『スプライト』CMソング。
3. HI TENSION LOVE
5thシングル。
4. SUMMER ENDS
ベスト・アルバム『石弐 〜Best of Best〜』にも収録。
5. 砂漠へ行こう
TBS系『駅伝』応援テーマ。
6. DEEP IN DISCO KING(福富幸宏 REMIX) 
5thシングルカップリング曲のリミックス。
7. 夢 DE 愛魔性
ベスト・アルバム『石 〜Best of Best〜』にも収録。
8. インド映画のように…
導入部の英詞に意味は特になく、「耳ざわりが良ければいい」[3]という感覚で作ったとのこと。
9. AGAIN
『石井竜也のディア・フレンズ』オープニングテーマ。
10. BOOGIE DEEP IN LOVE
歌詞の中にいろは歌が含まれている。
11. QUE SERA, SERA
映画『知りすぎていた男』の劇中歌である同曲のカヴァー。
TBS系『ブロードキャスター』エンディングテーマ。
12. 女嫌い
アーティストサイドの意向により、歌詞が伏せられている。